# Trematocara stigmaticum
Trematocara stigmaticum är en fiskart som beskrevs av Poll, 1943. Trematocara stigmaticum ingår i släktet Trematocara och familjen Cichlidae. IUCN kategoriserar arten globalt som livskraftig. Inga underarter finns listade i Catalogue of Life.